# Radek Šedivý
Radek Šedivý (* 1980 Praha) je český zpěvák a textař, frontman a zakládající člen pražské punkrockové kapely Nežfaleš, se kterou natočil 7 řadových alb a mnoho dalších singlů, které vyšly na několika kompilacích této kapely.
Hostoval i na nahrávkách dalších českých punkových kapel, jako jsou The Fialky, SPS, P.U.M. nebo Paragraf 219. Mimo svou domovskou kapelu se textařsky podílel např. na albech The Fialky Je ti to málo, Punk rock rádio a Vykřičníky.

## Diskografie

### Studiová alba a kompilaceNežfaleš
- ...Jak za války – 2005
- Není čas na hrdinství – 2006
- Ber dokud dávám – Cecek Records, 2008
- Podtrženo/sečteno: výběr 2005 – 2007 – Cecek Records, 2009
- Pár lacinejch triků – Cecek Records, 2010
- Každej klub i bar – Cecek Records, 2012
- SPS vs. Nežfaleš – split s SPS, Papagájův Hlasatel Records, 2014
- Best of Cecek years 2008 – 2012 – Cecek Records, 2015 (pouze MC)
- Zločin z vášně – Cecek Records, 2017
- Nežfaleš / Supertesla split – Cecek Records, 2018
- Šminky padlejch královen – Cecek Records, 2021
- Dvě desítky let – Cecek Records, 2022
- ...Jak za války / není čas na hrdinství – Cecek Records, 2024 (vinylová reedice dvou nejstarších studiových alb)